# Cantó de La Clayette

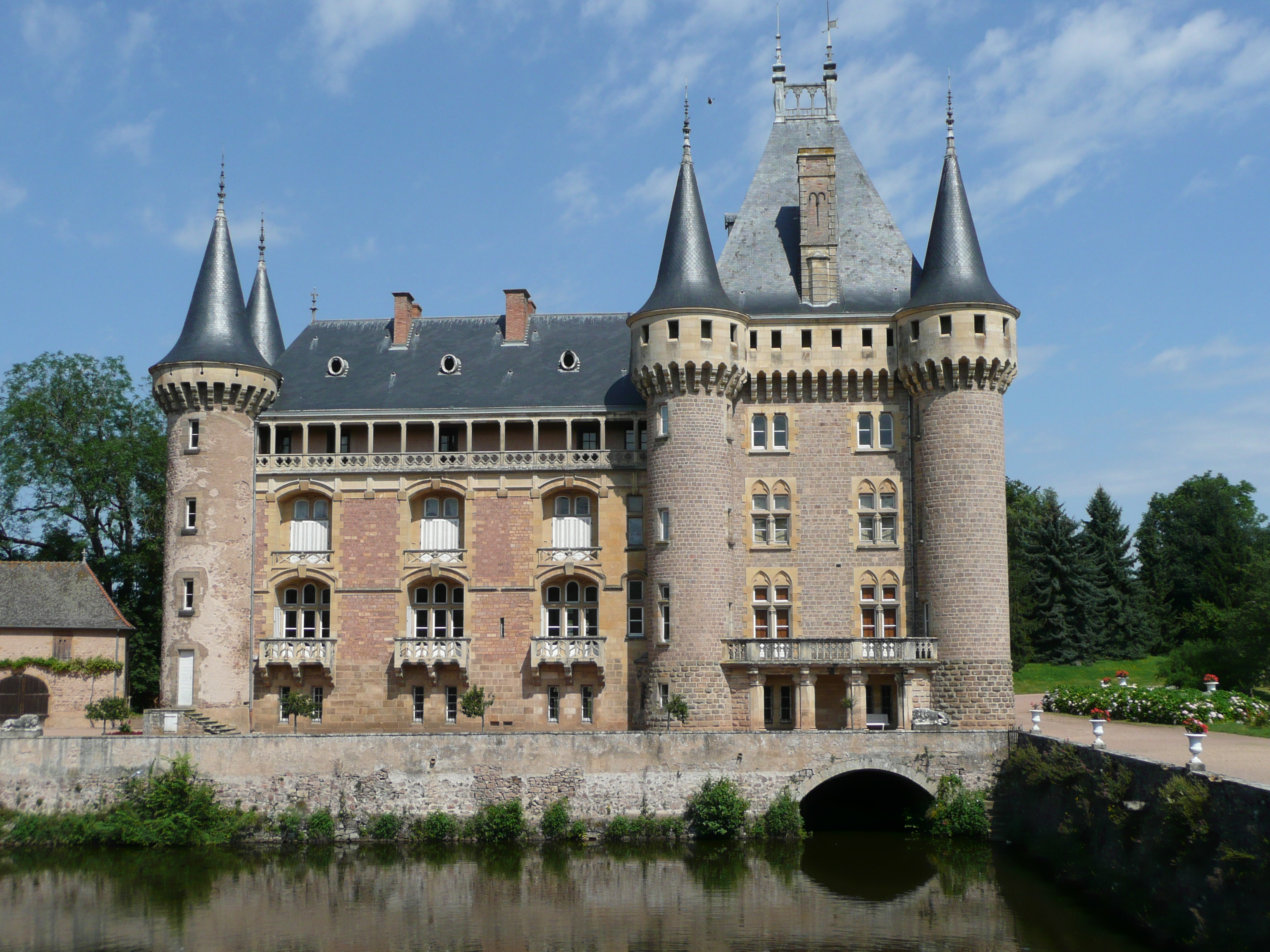
Castell de La Clayette.

El cantó de La Clayette és un cantó francès del departament de Saona i Loira, situat al districte de Charolles. Té 18 municipis i el cap és La Clayette.

## Municipis
- Amanzé
- Baudemont
- Bois-Sainte-Marie
- La Chapelle-sous-Dun
- Châtenay
- La Clayette
- Colombier-en-Brionnais
- Curbigny
- Dyo
- Gibles
- Ouroux-sous-le-Bois-Sainte-Marie
- Saint-Germain-en-Brionnais
- Saint-Laurent-en-Brionnais
- Saint-Racho
- Saint-Symphorien-des-Bois
- Vareilles
- Varennes-sous-Dun
- Vauban

## Història
| Data d'elecció                           | Identitat              | Partit              | Qualitat |
| ---------------------------------------- | ---------------------- | ------------------- | -------- |
| 1945-1955                                | Amélie de Rambuteau    | RPF                 |          |
| 1955-1985                                | Philibert de Rambuteau | RPF, després RI UDF |          |
| 1985-1993                                | Jean Collaudin         | Divers droite       |          |
| 1993-                                    | Alain Gautheron        | UDF, després UMP    |          |
| les dades anteriors no són pas conegudes |                        |                     |          |
|                                          |                        |                     |          |

## Demografia
| A partir de 1990: Població sense dobles comptes |